# ابرگاسینگ
ابرگاسینگ (به آلمانی: Ebergassing) یک منطقهٔ مسکونی در اتریش است که در ناحیه وین-اومگه‌بونگ واقع شده‌است. ابرگاسینگ ۳٬۹۳۰ نفر جمعیت دارد.